# Heather Lewis
Heather Lewis (1962-2002) fue una escritora estadounidense. 

## Vida y obra
Nacida en Bedford, Nueva York, asistió al Sarah Lawrence College. Siendo una lesbiana reconocida, sus obras exploran aspectos de la cultura americana, como las conexiones entre el poder, las drogas, el sexo, la violencia, el amor y la justicia. Es autora de tres novelas: 
- La primera, House Rules (1994), detalla las experiencias de una niña de quince años de edad que trabaja con caballos-una experiencia de la propia autora vivió en sus años de adolescencia. La novela ganó ese año el Premio Ferro-Grumley en la sección de ficción LGBT.
- La segunda novela de Lewis, The Second Suspect (1998), narra la lucha de una investigadora de la policía tratando de demostrar la culpabilidad de un poderoso e influyente empresario responsable de la violación y asesinato de varias mujeres jóvenes.
- La tercera, novela publicada póstumamente, Notice (2004), describe las experiencias de una joven prostituta, Nina,  y su relación con un sádico y su esposa.

Lewis enseñó en la Writer's Voice y contribuyó en varias antologías de literatura, incluyendo Best Lesbian Erotica (1996, 1997), Once Upon a Time: Erotic Fairy Tales for Women  (1996), y A Woman Like That: Lesbian and Bisexual Writers Tell Their Coming Out Stories (1999). 
Lewis volvió a Nueva York en otoño de 2001, después de un año en Arizona. Se suicidó en mayo de 2002, en Nueva York.